# Татусь Руслан Вадимович
Русла́н Вади́мович Тату́сь — український кадровий військовослужбовець, полковник Збройних сил України. Командир 72-ї окремої механізованої бригади (2017—2019).

## Життєпис
У старших класах школи обрав свою майбутню професію — військовослужбовця. Закінчив військовий навчальний заклад. У серпні 1994 року розпочав службу в Збройних Силах України.
Розпочав офіцерську службу у 51 окремій механізованій бригаді.[джерело?] Проходив службу в 128-й окремій гірсько-піхотній бригаді, військова частина А1556, м. Мукачево, на посаді начальника штабу — першого заступника командира військової частини.
З початком російської збройної агресії проти України брав участь в антитерористичній операції.
У січні 2015 року майор Віталій Постолакі (начальник розвідки штабу 128-ї бригади, загинув 12 лютого 2015), під час боїв за Дебальцеве відзначав високий професіоналізм та надзвичайно чуйне ставлення до особового складу полковника Татуся.
У листопаді 2017 року призначений на посаду командира 72-ї окремої механізованої бригади імені Чорних Запорожців.
У травні 2018 року волонтери Ольга Решетилова та Юрій Мисягін звинувачували полковника у тому, що його «совкові порядки» стали причиною масового звільнення військовослужбовців 72-ї бригади.
13 квітня 2019 року знятий з посади командира бригади.

## Сім'я
Разом із дружиною виховує сина.

## Нагороди
- Орден Богдана Хмельницького III ступеня (11.10.2018) — за вагомий особистий внесок у зміцнення обороноздатності Української держави, мужність, самовідданість і високий професіоналізм, виявлені під час бойових дій, зразкове виконання службових обов'язків[7][8].